# モール–マスケローニの定理
数学において、モール–マスケローニの定理（モール–マスケローニのていり、英：Mohr–Mascheroni theorem）とは、定規とコンパスで作図可能な任意の幾何学的作図問題は、コンパスのみでも可能であることを述べるものである。この定理はゲオルグ・モールが1672年に彼の著書の中で発表したが、その証明は1928年になるまで忘れ去られていた。この定理は、ロレンツォ・マスケローニが1797年に独立して発見した。

## 概要
18 世紀、イタリアの数学者であったマスケローニは、与えられた条件と要件が点で表される限り、任意のユークリッド幾何の作図はコンパスのみで作図可能であるという事実を発見した。当然ながら、直線はコンパスで描くことができないが、ユークリッド幾何で作図可能な直線はコンパスでその直線上の二点を指定することにより決定できる。
この定理は1797年にマスケローニが著した『コンパスによる幾何学』の中で発表された。また、1890年には幾何学者アウグスト・アドラーが、新たな証明を公表している。1928年にはデンマークのヨハネス・イェルムスレウが、コペンハーゲンの書店で、モールが1672年に著した『ダキア人エウクレイデス』を見つけた。イェルムスレウがこの本を調べたところ、異なる手法でマスケローニによる定理の証明が含まれていることが判明した。
モールとマスケローニの証明は複雑であったが、20世紀後半にはより簡明な証明が幾つか発見された。
定規とコンパスで可能な作図において、すべての新しい点は、
1. 二つの円の交点
2. 円と直線の交点
3. 二つの直線の交点

のいずれかであり、作図はこれらの有限回の過程から成り立つ。
二つの円の交点は、明らかにコンパスのみで作図可能であるが、同定理は、2番目と3番目の場合もコンパスのみで作図できることを証明することにより、定規とコンパスで可能な任意の作図問題が、コンパスのみで作図できることを示した。

## 参考
- 定規とコンパスによる作図
- ナポレオンの問題